# 尤金·丹尼斯
尤金·丹尼斯（英語：Eugene Dennis，1905年8月10日—1961年1月31日），原名英語：，美国共产主义政治家和工会组织者。

## 生平
生于华盛顿州西雅图，原为伐木工、马夫和电工，曾长期担任美国共产党领导人，并在麦卡锡主义时期最高法院著名案件丹尼斯诉合众国案中被判有罪。维诺那计划解密文件显示丹尼斯曾在二战期间向苏联传递情报。